# Aage Rafn
Aage Rafn (født 21. april 1890 i København, død 7. maj 1953 i Ordrup) var en dansk arkitekt. Rafn er primært kendt som eksponent for nyklassicismen og som en af arkitekterne for Københavns Politigård.
Rafns forældre var adjunkt, senere rektor ved Metropolitanskolen Carl Hjalmar Rafn og Anna Elisabeth Albertine Kaper.
Rafn blev student 1908 og blev optaget på Kunstakademiets Arkitektskole januar 1909. Vandt sammen med Kay Fisker delt andenpræmie i Akademisk Arkitektforenings konkurrence i 1915 om stationer til Gudhjembanen på Bornholm. De blev valgt til at gennemføre projektet, dog med væsentlige ændringer.
Rafn tog afgang fra Arkitektskolen februar 1919 og modtog den store guldmedalje 1921 (for et krematorium). I løbet af sin studietid var han ansat hos Anton Rosen 1912-15 og hos Hack Kampmann 1918-20. Han drev egen tegnestue fra 1916 til sin død 1953. Derudover var han forstander for Kunstindustrimuseets Håndværkerskole 1925-30 og for Det tekniske Selskabs Kunsthåndværkerskole 1930-45. 1936 blev han Ridder af Dannebrog.
Aage Rafn rejste i Sverige 1916, i England og Tyskland 1917, i Italien 1921-22 og i Paris 1925.
Han udstillede sine tegninger på Charlottenborg Forårsudstilling 1917-18, 1921, 1928, 1931-32, 1938, 1941 og Charlottenborgs Efterårsudstilling 1954 (mindeophængning), på Kunstnernes Efterårsudstilling 1918-19, på Dansk Utställning, Liljevalchs, Stockholm 1918, på verdensudstillingen i Paris 1925 og på International Bogkunst, Leipzig 1927. Siden er hans værker blevet vist på udstillingerne Nordisk Klassicisme 1910-1930 i Nikolaj, København 1983 og på en separatudstilling i Gl. Dok 1990.
Aage Rafn blev gift 1. oktober 1927 i Hamar med Lucie Hoel (19. oktober 1903 i Lillehammer – 28. december 1992 i Charlottenlund), datter af ingeniør Johan Hoel og Agnes Elisabeth Ohlsen. Rafn ligger begravet på Mariebjerg Kirkegård.
Der findes en buste af Rafn udført af Nanna Johansen 1922.

## Værker
- Sammen med Kay Fisker: Gudhjembanens stationer Åløse, Østermarie, Østerlars og Gudhjem samt Christianshøj trinbræt (alle undtagen Åløse blev fredet 1984-85)
- Københavns Politigård, Polititorvet, København (1918-24, sammen med Hack Kampmann, Christian og Hans Jørgen Kampmann, Holger Jacobsen og Anton Frederiksen, fredet. Rafn overtog den kunstneriske ledelse efter Hack Kampmanns død 1920)
- Villa, Gl. Vartov Vej 22, Hellerup (1920, præmieret 1921, udvidet 1956, 1960, fredet)
- Ombygning af Store Mariendal, Strandvejen 135, Hellerup (1928, nedrevet)
- Købmandsbo, Frederikssundsvej 106 A-C, København (1930, 1. præmie, sammen med Kaj Gottlob og Hans Jørgen Kampmann)
- Villa, Skovvangen 18, Charlottenlund (1931)
- Sankt Lukas Stiftelsen, Bernstorffsvej 20, Hellerup (1931- færdiggjort efter arkitekt Valdemar Birkmands død i 1930)
- Børnehjem, sammesteds (1934)
- Spædbørnshjem, sammesteds (1936)
- Løvgården, Søndre Fasanvej 25-69, Frederiksberg (1931, sammen med Hans Jørgen Kampmann, tilskrives også Peter Nielsen)
- Boligbebyggelse Horsekildevej 22-48, Cæcilievej 9-13, Lauravej 1-25, Blankavej 12-16, Valby (1932, præmieret 1933, sammen med Hans Jørgen Kampmann)
- Vartov gl. Kloster, Lersø Parkallé 28 A-X, København (1934-36, præmieret 1935, Eckersberg Medaillen 1936, sammen med Hans Jørgen Kampmann)
- Christianshavns Vuggestue og Daghjem, Ved Stadsgraven 11-13, København (1935)
- Boligejendommen Solgården, Skodsborg Strandvej 153-157, Skodsborg (1935, vinduer ændret)
- Eget hus, Krathusvej 7, Charlottenlund (1936, fredet)
- Teknisk Skole, Julius Thomsens Gade 5, København (1938, udvidet med Den grafiske Højskole 1942-43, præmieret 1946, sammen med S.C. Larsen)
- Aldersrenteboliger for Københavns Kommune ved Bavnehøj Allé, Tranehavegård 1-43, 214, 22-38 Valby (1941, 1943, Bissens Præmie 1948)
- Indretning af Hellebækgård til Det Kongelige Opfostringshus, Hellebæk (1952)

### Projekter
- Kolding Domhus (1918)
- Forslag til ordning af arealet om Århus Domkirke (1918, 4. præmie, sammen med Christian Kampmann)
- Apotek, rådhus og posthus i Nørresundby (1922, 2. præmie)
- Byplan for Hanstholm (1924, præmieret)
- Nyt Vartov (1925, præmieret)
- Krematorium i Søndermarken (1926)
- Skole på Irlandsvej, København (1928, 3. præmie)
- Aarhus Universitet (1931, 2. præmie, sammen med Hans Jørgen Kampmann)
- Århus Rådhus (1937, sammen med Povl Stegmann)
- Genopførelse af kaskaderne ved Frederiksborg Slot (1949)
- Desuden tegninger, kunsthåndværk og inventar, bl.a. til Skt. Lucasstiftelsens Kirke, Bernstorffsvej 20, Hellerup (1932), endvidere Liselundbogen, 1918

### Skriftlige arbejder
- Fra Vognmagergadekvarteret, udg. af Foreningen af 3. dec. 1892, 1914 (sammen med Ejnar Dyggve og Kay Fisker).
- "Rytme", i: Architekten 1918, s. 157-64. Online hos Bygningskultur Danmark (Webside ikke længere tilgængelig)
- "Stockholmsudstillingen" i: Arkitekens Maanedshæfte 1930, s. 121-33.
- "Det nøgterne", i: Tilskueren 1932, s. 440-48.
- "Dansk Arkitektur" i: Nordisk Kalender 1934, s. 55-78.
- Artes Monuments et Memoires, tome IV 1936, The Police Headqurters in Copenhagen, s. 157-216.

## Eksterne kilder og henvisninger
- Aage Rafn på gravsted.dk
- Aage Rafn på Kunstindeks Danmark/Weilbachs Kunstnerleksikon
- Knud Millech, "Aage Rafn", i: Povl Engelstoft & Svend Dahl (red.), Dansk Biografisk Leksikon, København: J.H. Schultz Forlag 1932-44.
- Bolette Bramsen & Claus M. Smidt, Strandvejen her og nu. Bind 2, København: Politikens Forlag 2009, s. 56. ISBN 978-87-567-8818-2
- Ann Vibeke Knudsen: DBJ – Historien om Jernbanerne på Bornholm, Bornholms Museum 2007, s.306-313.